# Centre d'ossification
Un centre d'ossification est un point à partir duquel commence une ostéogenèse au sein d'un tissu matriciel non osseux.
Le tissu matriciel du centre d'ossification peut être du cartilage dans le cas d'une ossification enchondrale ou un tissu fibreux dans le cas d'une ossification endoconjonctive.

## Types de centres d'ossification
Les centres d'ossification sont primaires ou secondaires.

### Centre d'ossification primaire
Un centre d’ossification primaire est la première zone où un os commence à s’ossifier.
Il apparaît généralement au cours du développement prénatal dans la partie centrale de chaque os
Dans les os longs, le centre d’ossification primaire se trouve dans la diaphyse et dans les types d'os, le centre d’ossification primaire se trouve généralement dans le corps de l'os.
La plupart des os n'ont qu'un seul centre d’ossification primaire (tous les os longs sauf la clavicule), mais certains os tels que l'os coxal ou les vertèbres ont plusieurs centres d’ossification primaires.

### Centre d'ossification secondaire
Un centre d’ossification secondaire est une zone d’ossification qui apparaît après l’apparition du centre d’ossification primaire. La plupart de ces centres apparaissent au cours des années postnatales jusqu'à l’adolescence.
La majorité des os possèdent plusieurs centres d’ossification secondaires. Dans les os longs, les centres secondaires apparaissent dans les épiphyses.